# ガウハーラーラー・ベーグム
ガウハーラーラー・ベーグム（Gauharara Begum, 1631年6月17日 - 1706年）は、北インド、ムガル帝国の第5代皇帝シャー・ジャハーンの9女。母はムムターズ・マハル。

## 生涯
1631年6月17日、ムガル帝国の皇帝シャー・ジャハーンとその妃ムムターズ・マハルとの間に生まれた。なお、彼女を生んだことでムムターズ・マハルは産褥死した。
1706年、ガウハーラーラー・ベーグムはデリーで死亡した。